# Eye of God
Pour plus de détails, voir Fiche technique et Distribution.
Eye of God est un film américain réalisé par Tim Blake Nelson, sorti en 1997.

## Synopsis
Dans une petite ville de l’Oklahoma, le shérif local tombe sur un adolescent traumatisé, Tommy Spencer, couvert du sang de quelqu’un d’autre. Après une rude conversation, le shérif apprend qu’une jeune femme a été violée et assassinée.
Dans une histoire parallèle, Ainsley, serveuse dans un restaurant, accueille et épouse Jack, un ex-détenu, qui ont eu une correspondance pendant son incarcération. Une série d’événements explique comment leur histoire croise celle de Tommy.

## Fiche technique
- Titre : Eye of God
- Réalisation : Tim Blake Nelson
- Scénario : Tim Blake Nelson
- Photographie : Russell Lee Fine
- Montage : Kate Sanford
- Musique : David Van Tieghem
- Pays d'origine : États-Unis
- Format : Couleurs - 1,85:1
- Genre : policier
- Durée : 84 minutes
- Date de sortie : 1997

## Distribution
- Mary Kay Place : Claire Spencer
- Nick Stahl : Tom Spencer
- Chris Freihofer : Les Hector
- Woody Watson : Glen Briggs
- Martha Plimpton : Ainsley DuPree
- Margo Martindale : Dorothy
- Kevin Anderson (en) : Jack Stillings
- Richard Jenkins : Willard Sprague
- Hal Holbrook : Shériff Rogers